# Fatbardh Deliallisi
Fatbardh Deliallisi (* 15. Oktober 1932; † 15. Oktober 2011) war ein albanischer Fußballspieler.

## Karriere

### Verein
Deliallisi begann seine Karriere beim Verein KF Erzeni Shijak, bevor er 1954 zum FK Partizani Tirana wechselte. Dort spielte er bis 1964 und gewann in dieser Zeit siebenmal die albanische Meisterschaft in den Jahren 1954, 1957, 1958, 1959, 1961, 1963 und 1964. Anschließend wechselte er für eine Saison zu KF Apolonia Fier.

### Nationalmannschaft
Zwischen 1957 und 1965 absolvierte Deliallisi 12 Länderspiele für die albanische Nationalmannschaft. Sein Debüt gab er im September 1957 in einem Freundschaftsspiel gegen China. Sein letztes Länderspiel bestritt er im Mai 1965 in einem WM-Qualifikationsspiel gegen Nordirland. In den Jahren 1963 und 1964 führte er die Nationalmannschaft als Kapitän an.